# サーカス〜ザ・ヤング・パーソンズ・ガイト・トゥ・キング・クリムゾン〈ライヴ〉〜
『サーカス〜ザ・ヤング・パーソンズ・ガイト・トゥ・キング・クリムゾン〈ライヴ〉〜』 （英語: CIRKUS The Young Person's Guide To King Crimson）は、1999年に発表されたキング・クリムゾンのライブ・アルバム。1969年から1998年のライブ演奏が収録されている。CD帯によると「キング・クリムゾンの30年を総括するライブ・ベスト・アルバム」。
Disc 1で一部にProjeKctからの音源も使われている。
Disc 2 の後半で、1974年3月の未発表インプロ曲を経て、1973年11月の「ザ・トーキング・ドラム」へ、そして1996年の「太陽と戦慄パートII 」につながるという、非常に面白いメドレー編集がなされている。

## 収録曲

### Disc 1: Neon Heat Disease 1984 - 1998
1. ダイナソー - Dinosaur
2. セラ・ハン・ジンジート - Thela Hun Ginjeet
3. レッド - Red
4. B'ブーム - B'Boom
5. スラック - THRAK
6. 1 ii 2 - 1 ii 2
7. ニューロティカ - Neurotica
8. インディシプリン - Indiscipline
9. ヴルーム・ヴルーム - VROOOM VROOOM
10. コーダ：マリーン 475 - Coda:Marine 475
11. デセプション・オブ・ザ・スラッシュ - The Deception of the Thrush
12. ヘヴィ・コンストラクション - Heavy ConstruKction
13. スリー・オブ・ア・パーフェクト・ペアー - Three Of A Perfect Pair
14. スリープレス - Sleepless
15. エレファント・トーク - Elephant Talk

### Disc 2: Fractured 1969 - 1996
1. 21世紀のスキッツォイド・マン - 21st Century Schizoid Man
2. レディーズ・オブ・ザ・ロード - Ladies of the Road
3. ア・マン・ア・シティ - A Man A City
4. クリムゾン・キングの宮殿 - In The Court Of The Crimson King
5. フラクチャー - Fracture
6. イージー・マネー - Easy Money
7. インプロヴィゼイション：ブザンソン - Improv - Besancon
8. ザ・トーキング・ドラム - The Talking Drum
9. 太陽と戦慄パートII - Larks' Tongues in Aspic (Part II)
10. スターレス - Starless